# Lauda Air
A Lauda Air foi uma companhia aérea austríaca baseada em Viena. Operava voos regulares e charter para a Europa, América do Norte, Caraíbas e Sudoeste asiático. A Lauda Air fazia parte dos grupos Star Alliance e Austrian Airlines Group.

## História da Lauda Air
A Lauda Air foi criada em Abril de 1979 pelo piloto de Fórmula 1 Niki Lauda, começando a operar em 1985. No início, efetuava voos charter e táxi aéreo, e só em 1987 e 1990 obteve licença para voos internacionais.
Em 1989, a Lauda Air fez o seu primeiro voo de longo-curso de Viena para Sydney e Melbourne, via Bangkok. Na década de 90, os voos de Sydney para Melbourne eram operados via Kuala Lumpur.
A partir de Dezembro de 2000, a empresa tornou-se uma subsidiária da Austrian Airlines. Em 2005, deu-se uma fusão dos seus voos com a empresa-mãe, e passou a operar voos charter para o grupo Austrian Airlines. Em 2007 tinha ao seu serviço 35 funcionários.
No dia 6 de abril de 2013, a Lauda Air foi substituída pela Austrian myHoliday, marca da Austrian Airlines para voos e pacotes turísticos.

## Frota

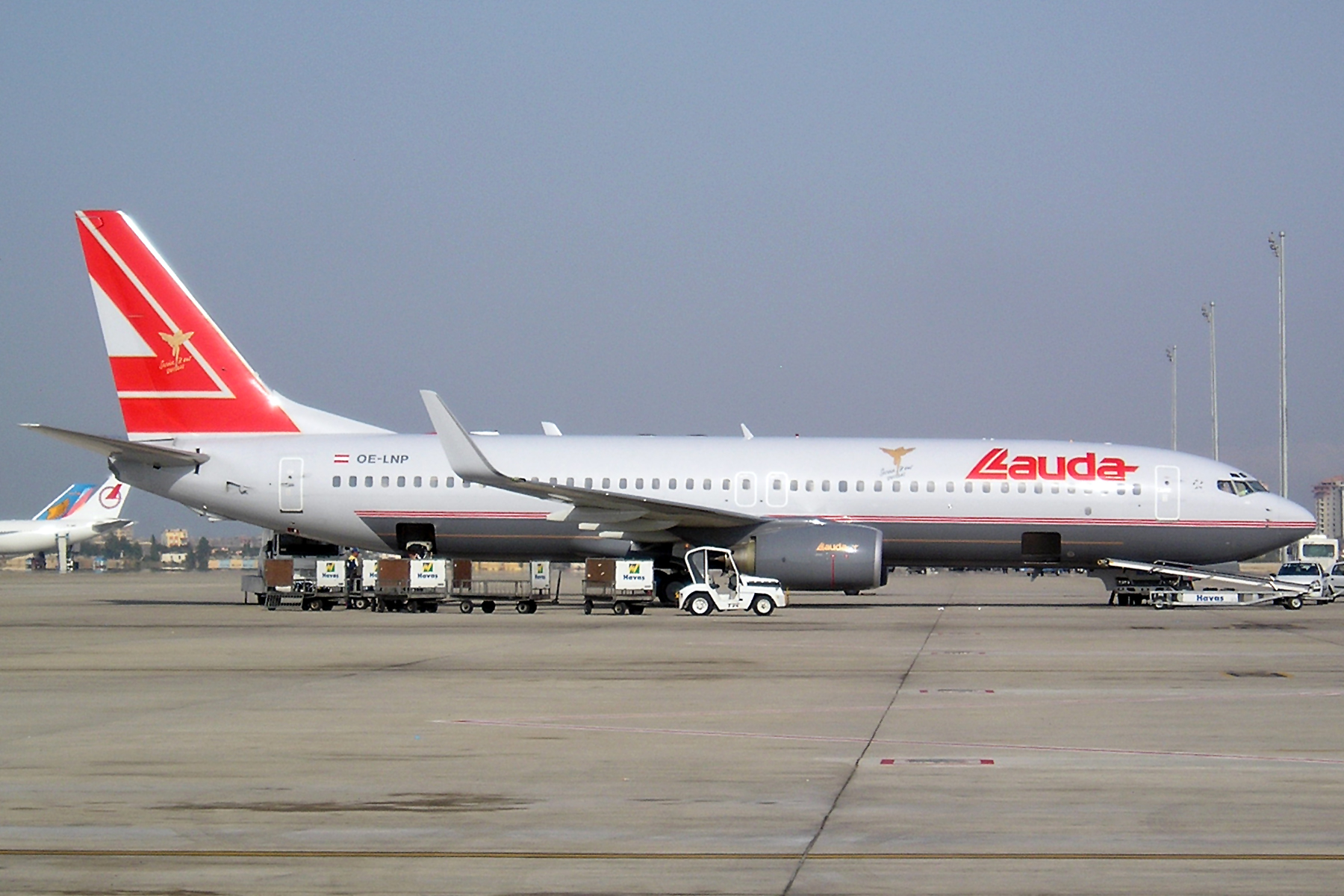
Boeing 737-800 da Lauda Air.

Em Julho de 2009, a Lauda Air operava 7 aeronaves Boeing 737-800 através da seguinte frota:
- OE-LNJ (Falco)
- OE-LNK (Freddie Mercury)
- OE-LNP (George Harrison)
- OE-LNQ (Gregory Peck)
- OE-LNR (Frank Zappa)
- OE-LNS (Miles Davis)
- OE-LNT (Kurt Cobain)

## Acidentes
Em 26 de maio de 1991, o voo Lauda Air 004, operado por um Boeing 767-300ER registrado como OE-LAV, nomeado Wolfgang Amadeus Mozart, caiu na Tailândia logo após decolar do Aeroporto Internacional Don Mueang, em Bangkok. O acidente ocorreu devido à ativação não comandada de um dos reversores de empuxo, causando a morte de todos os 223 ocupantes.